# NGC 5000
NGC 5000 је спирална галаксија у сазвежђу Береникина коса која се налази на NGC листи објеката дубоког неба.
Деклинација објекта је + 28° 54' 24" а ректасцензија 13h 9m 47,5s. Привидна величина (магнитуда) објекта NGC 5000 износи 13,1 а фотографска магнитуда 13,9. NGC 5000 је још познат и под ознакама UGC 8241, MCG 5-31-144, CGCG 160-152, VV 460, IRAS 13073+2910, PGC 45658.